# タイ国鉄NKF型気動車
タイ国鉄NKF型気動車（たいこくてつNKFがたきどうしゃ）は、1985年9月1日営業運転を開始したタイ国有鉄道の一般形気動車である。その車番から1200形と呼ばれる場合もある。

## 導入の経緯
1970年代のタイ国鉄では、RHN型（本線・支線用）やRTS型（メークロン線専用）が活躍していた。これらの気動車は全て日本製であり、性能も良く好評であった。そのため、気動車の一層の充実と動力近代化を図ることとなり、1983年にTHN型が導入された。本形式はこの2年後にTHN型の増備型として製造されたものであり、車番が1200番台に変更された以外ほとんどTHN型と共通となっている。このことからしばしばまとめてTHN系やTHN-NKF型とも呼ばれる。

## 車両

### 構造
旧型の気動車とは異なり、全ての車両を動力車としている。また、路盤強化と軌道改良が進んだこともあり、RHN型では90 km/hであった最高速度が100 km/hに引き上げられた。これらは既に導入されていたTHN型とほぼ同様の構造となっている。

### 車体
車体もTHN型とほぼ同様の物である。この車体は1970年に製造されたRTS型の先頭車と類似しており、片側2扉でコルゲート付きのステンレス鋼製車体である。ただしRTS型では片開きだったドアが両開きになっている、グローブ型ベンチレーターから独特の小型のベンチレーターに変更されているなど各所に違いがある。
タイ国鉄のホームは基本的に低床であり、客室の床との段差が大きいため乗降扉にはステップが設置されている。しかし近年バンコク近郊を中心に高床ホームが登場しており、高床ホーム用として一部のドアに低床ホーム用のステップを覆うような板が設置された車両も現れた。 

### 塗装
本線とマハーチャイ線の登場時の塗装は警戒色として前面の窓部以外が黄色に塗装され、側面車体腰部に黄色の帯が巻かれているものであった。
これらの現在の塗装は青色、オレンジ色、薄桃色を組み合わせた複雑なものとなっている。この塗装には、腰部及び幕板部の帯以外がすべてステンレス地のもの、帯に加え窓周辺が青色に塗装されているもの、帯部以外の全体が青色に塗装されているものの3種類が見られる。
メークローン線の塗装は、本線から同線へ本形式が転属した当初は警戒色として前面の窓部以外が黄色に塗装され、青色の帯がアクセントとなったものであった。この塗装はマハーチャイ線で運用される一部の車両にも存在したが、本線の現行塗装と同じ塗装の時期を経て、2010年代に入ると赤色、黄色と緑色の帯が配置されたメークローン線オリジナルの塗装に変更された。

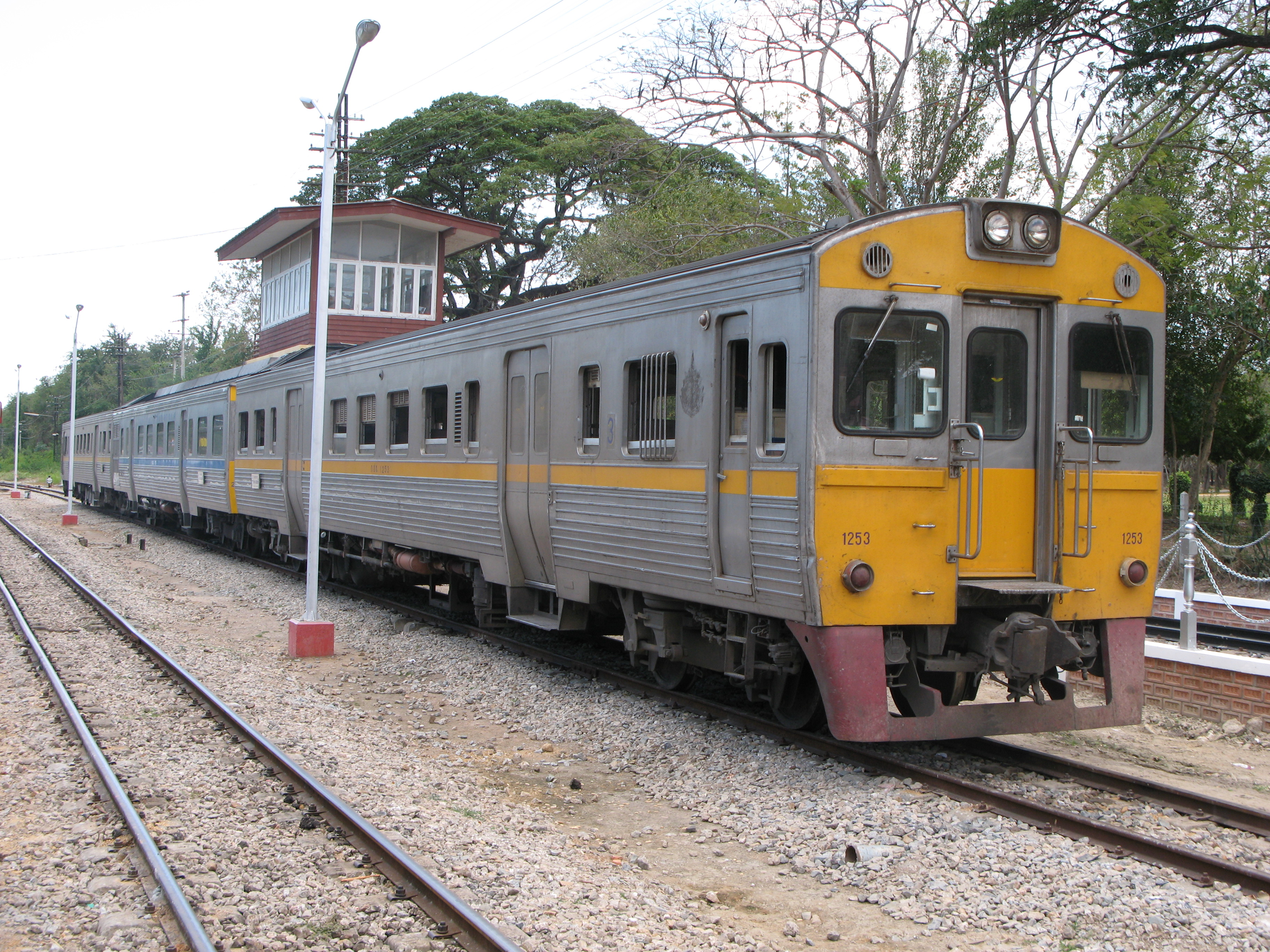
登場時/旧塗装
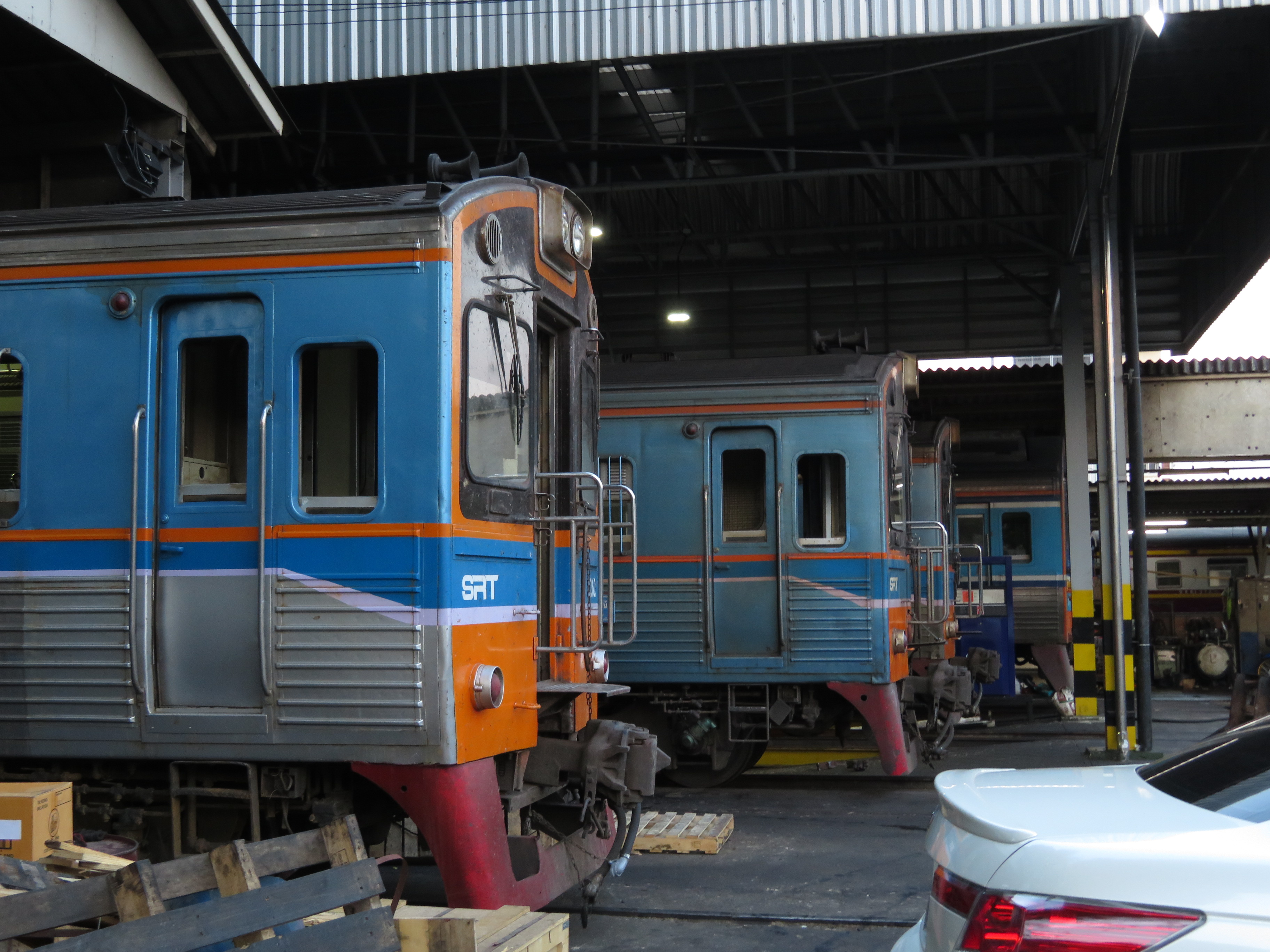
現行塗装(手前:窓部が青い車両、奥:全体が青い車両)
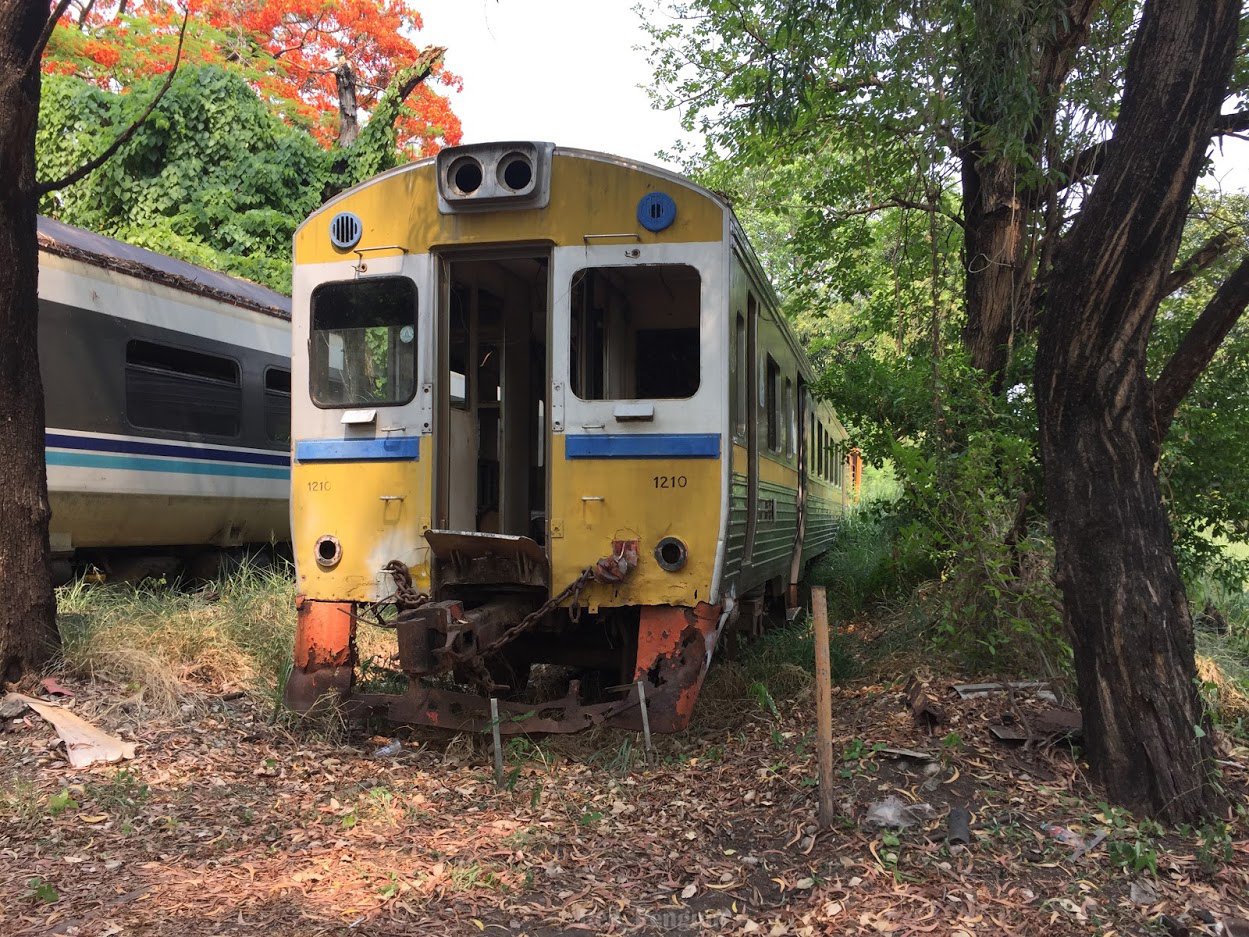
旧メークローン線塗装
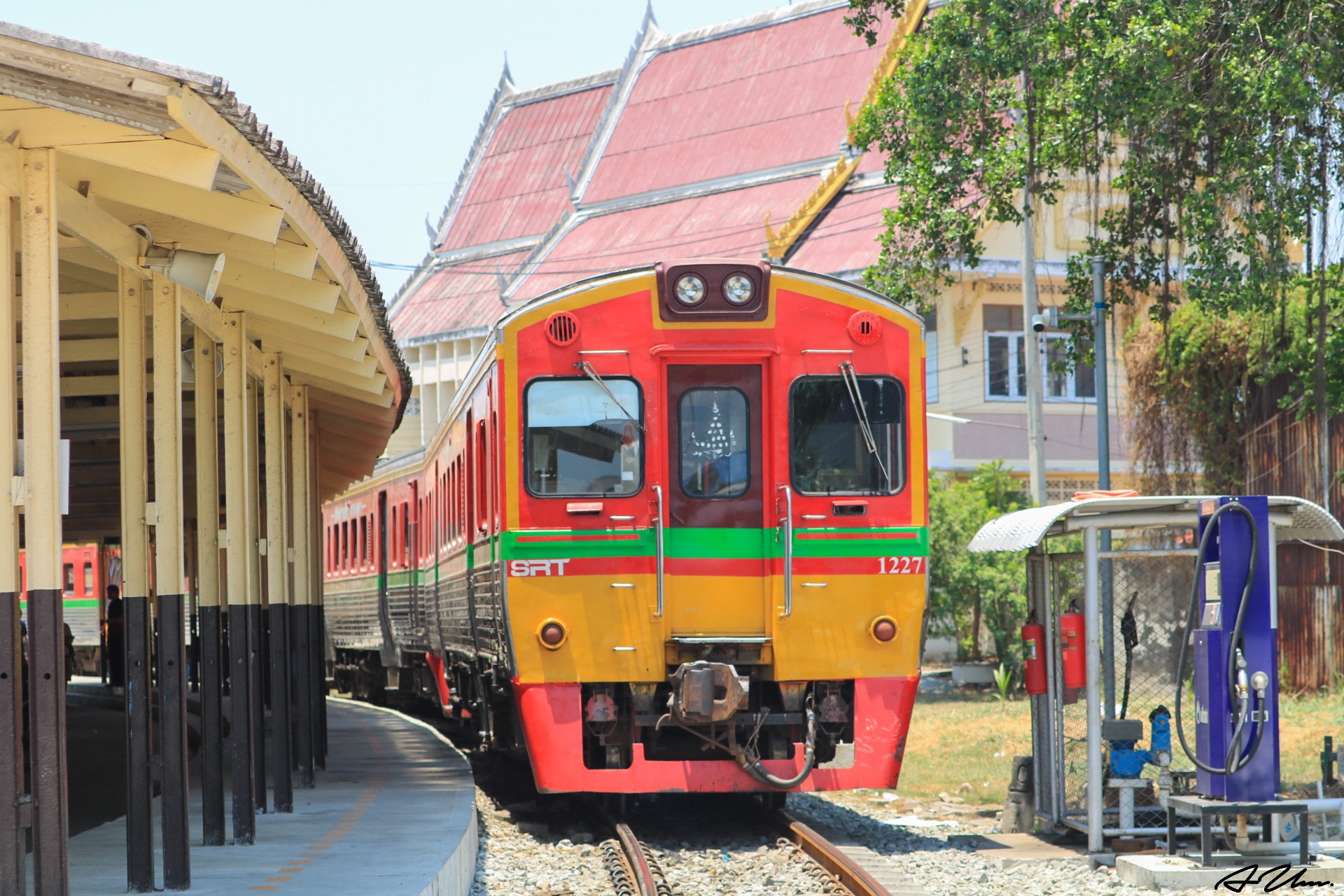
新メークローン線塗装

### 車内

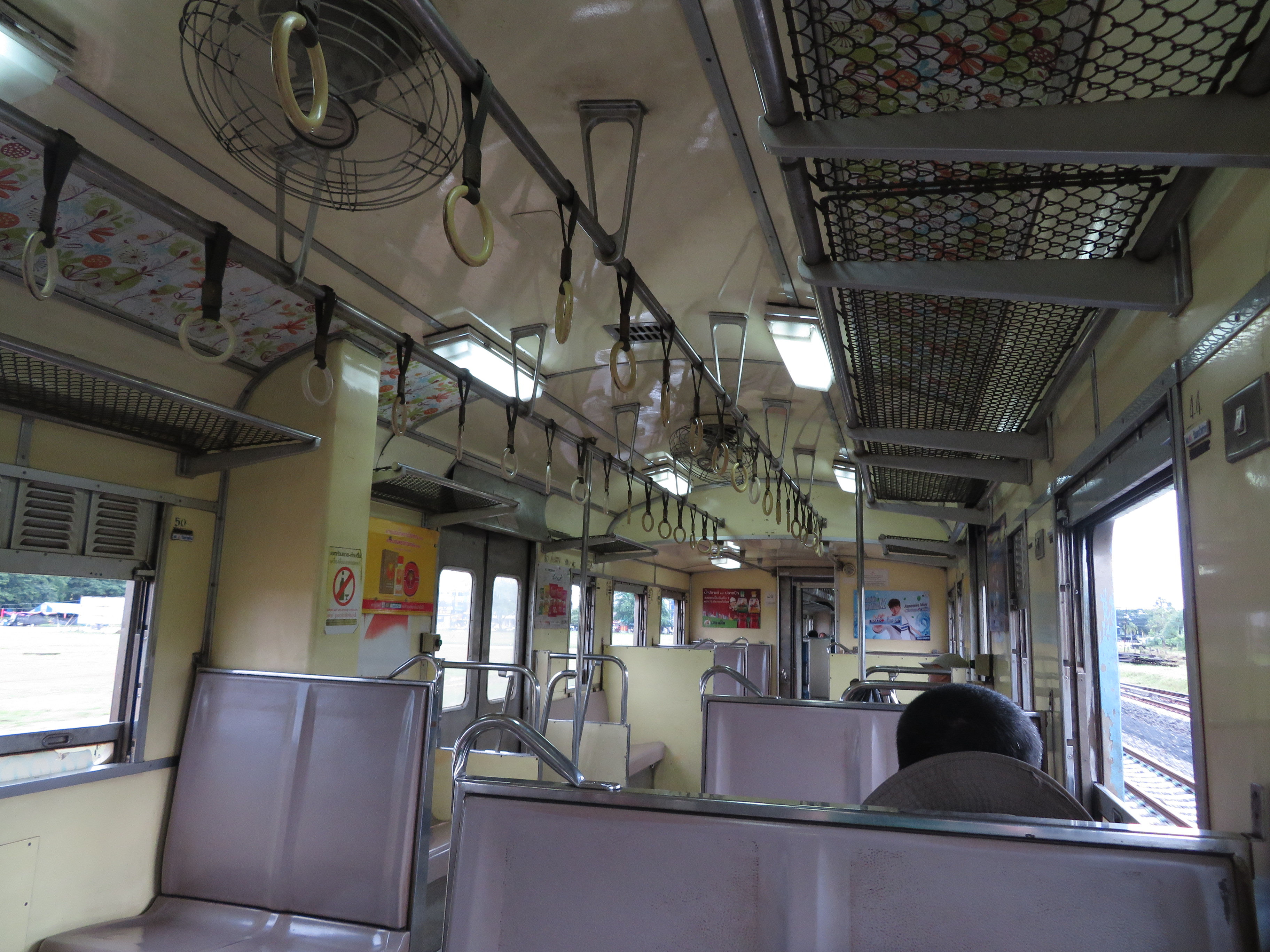
NKF型の車内。FRP製の座席が見られる。

車内はベージュ系を基調、座席配置はセミクロスシートとし、車内のつくりは日本国内向けの車両と類似している。また、非冷房のため扇風機が設置されている。客用扉は引き戸式。
THN型との大きな違いは、THN型では座席がコイル式クッションを合皮で覆った形状の、客車用とほぼ同様のものであるのに対して、NKF型では座面全体がFRP製のものが採用されている点である。

以上の特徴が日本国鉄・JRのキハ47形に近いことから、日本の鉄道ファンの間ではTHN型とともに「タイのキハ47」の愛称も用いられていた。

## 運用
THN型と共通の運用に就いている。当初は近郊列車用として投入された本形式であったが、現在はバンコク近郊区間の近郊列車から急行列車に至るまで北本線、東北本線、東本線、南本線と各線の支線で幅広く使用されている。
特に、600 km以上を走るバンコク・クルンテープ発ノンカーイ行の東北本線急行77列車及びその復路である急行78列車は、夜行列車であるにもかかわらずセミクロスシートであり、またエンジンの騒音や振動も大きいため、NKF型が投入される列車としてはとりわけ過酷な列車として特筆される。
1201 - 1208,1211 - 1212,1215,1234,1255,1260はマハーチャイ線で、1216,1221,1227,1241はメークローン線で運用されている。
2021年までは1214と1248もマハーチャイ線で使用されたが、大故障によって運用から外れ、マッカサン工場へ移動された。